# Armando Neto
Armando Do Carmo Araujo (Boa Vista, 27 de abril de 1982), é deputado estadual eleito pelo estado de Roraima, é filiado ao Partido Liberal (PL).